# The Voice: la plus belle voix (temporada 14)
La decimocuarta temporada de The Voice: La Plus Belle Voix, programa francés de télé-crochet musical, se emite desde el 1 de febrero de 2025 en televisión en TF1

## Entrenadores y candidatos

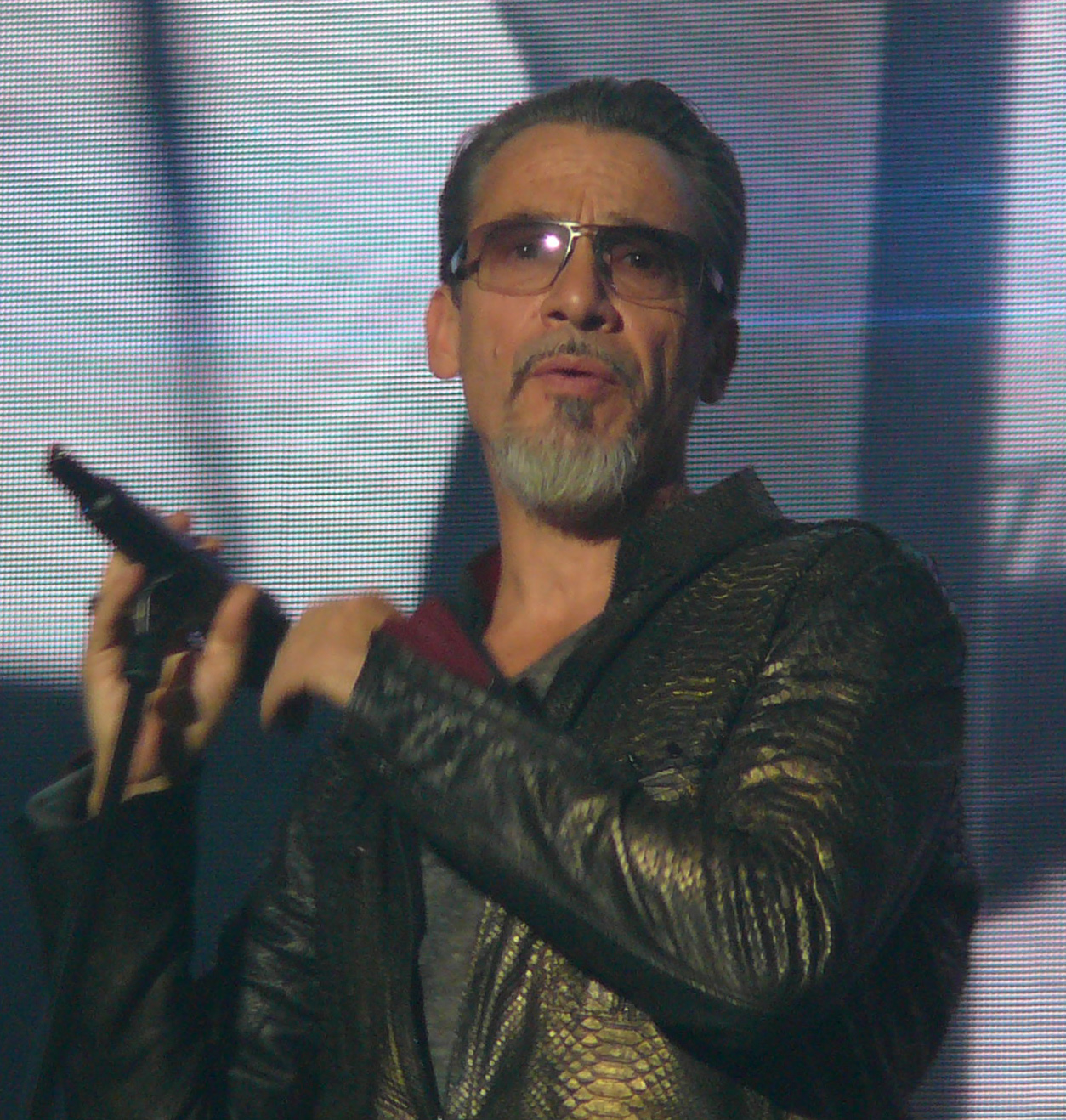
Florent Pagny
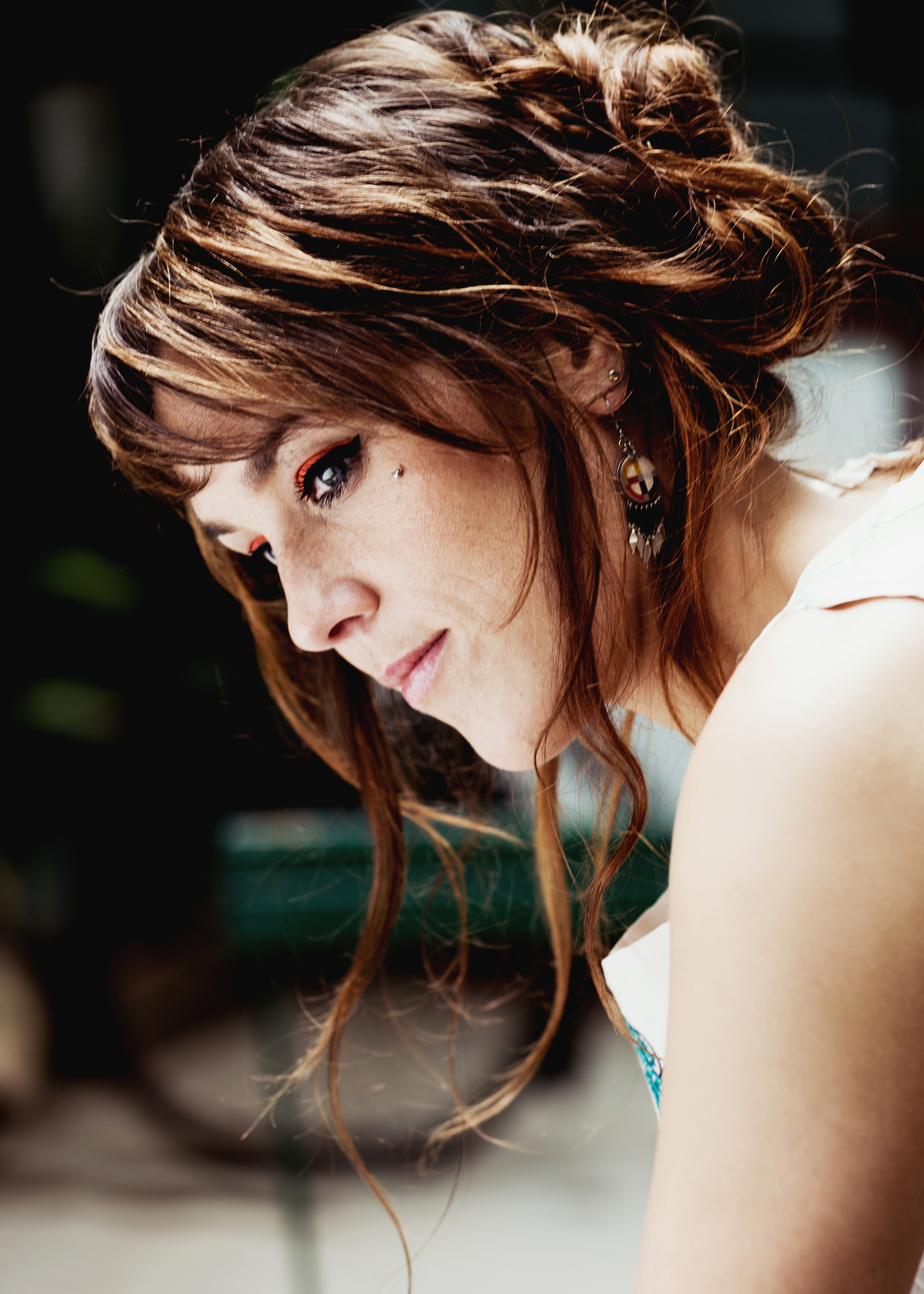
Zaz
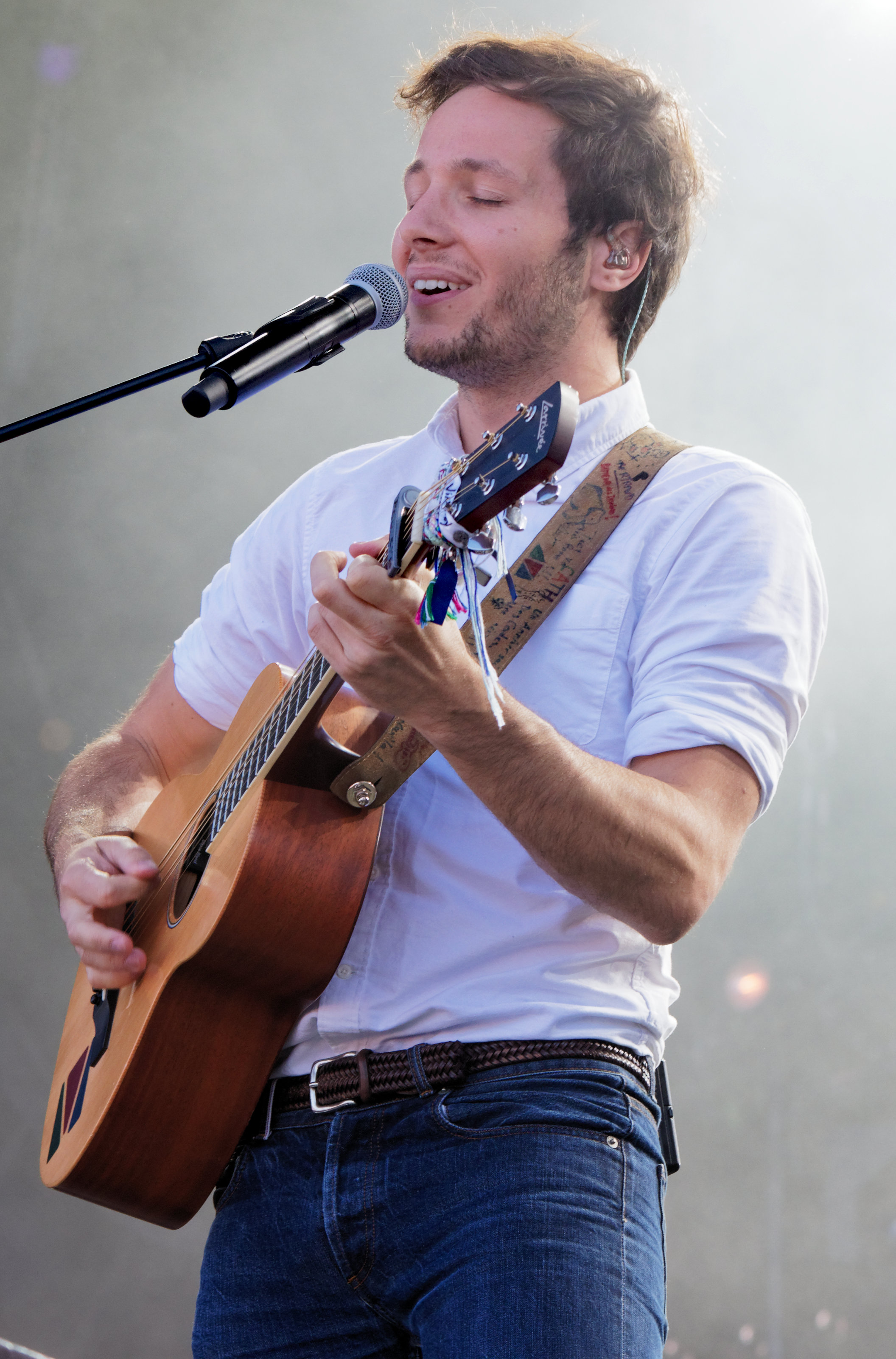
Vianney
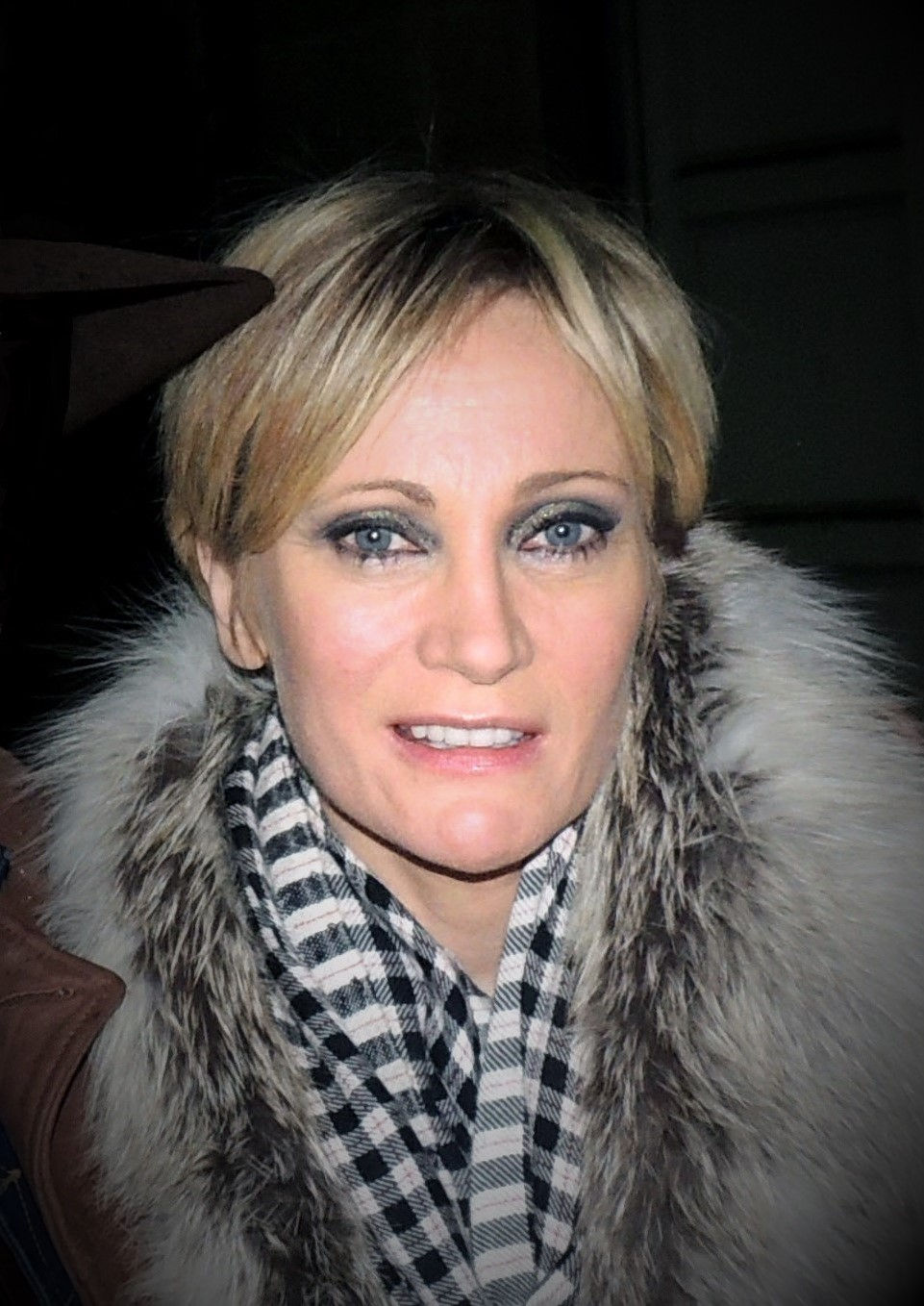
Patricia Kaas

## Equipos
Referencias
| - Ganador - Segundo lugar - Tercer lugar - Cuarto lugar | - Eliminado en La Semifinal - Eliminado en los Playoff - Eliminado en Los KnockOuts | - Robado en Las Batallas - Eliminado en Las Batallas |

|    |                             | Equipo Florent              | Equipo Zaz                  | Equipo Vianney | Equipo Patricia |
| -- | --------------------------- | --------------------------- | --------------------------- | -------------- | --------------- |
|    | 01                          | Léa                         | Neven                       | Mega           | Teona           |
| 02 | César Varadero              | Bandera de ? · Bandera de ? | Bandera de ? · Bandera de ? | Aidan Rohr     |                 |
| 03 | Bandera de ? · Bandera de ? | Bandera de ? · Bandera de ? | Bandera de ? · Bandera de ? | Charline       |                 |

## Audiciones a Ciegas
El principio es, para los cuatro entrenadores, elegir a los mejores candidatos preseleccionados por la producción. Durante las presentaciones de cada candidato, cada jurado y futuro entrenador se sienta en un sillón, de espaldas al escenario y de cara al público, y escucha la voz del candidato sin verlo (de ahí el término "audiciones a ciegas"): cuando considera que está en presencia de un candidato que le conviene, el jurado presiona un timbre delante de él, que luego gira su silla para mirar al candidato. Esto significa que el jurado, que finalmente conoce físicamente al candidato, está listo para capacitarlo y apoyarlo y lo quiere en su equipo. Si el jurado es el único que se ha dado la vuelta al final de la actuación, el candidato se une a su equipo por defecto. Si varios jurados se dan la vuelta, el candidato elige su equipo. Esta temporada, los entrenadores podrán utilizar el “Super Block” tras la actuación del candidato. Una vez pulsado este botón, en el carril de los entrenadores aparece escrito 《Bloqueado》 para Florent Pagny y para Vianney mientras que para Zaz y para Patricia Kaas está escrito 《Bloqueado》. Pueden usarlo dos veces durante la duración de las audiciones a ciegas.
Aparece el botón “segunda oportunidad”: un entrenador podrá darle otra oportunidad a un candidato que fracasó en las audiciones a ciegas, permitiéndole reinterpretar una canción para intentar convencerle
Color key

#### Episodio 1
El primer episodio se emite el 1 de febrero de 2025 por televisión a las 9:10
| Orden | Artista        | Edad | Residencia                              | Canción                                    | Resultado | Resultado | Resultado           | Resultado        |
| Orden | Artista        | Edad | Residencia                              | Canción                                    | Florent   | Zaz       | Vianney             | Patricia         |
| ----- | -------------- | ---- | --------------------------------------- | ------------------------------------------ | --------- | --------- | ------------------- | ---------------- |
| 1     | Neven          | 23   | Paris                                   | Danser encore - Calogero                   |           |           |                     |                  |
| 2     | Teona          | 40   | Tbilissi (Georgia)                      | Halo - Beyoncé                             |           |           |                     |                  |
| 3     | Steven         | 25   | Pontivy (Morbihan)                      | La symphonie des éclairs - Zaho de Sagazan | —         | —         | —                   | —                |
| 4     | Aidan Rohr     | 26   | Paris                                   | Somewhere Over the Rainbow - Judy Garland  |           |           |                     |                  |
| 5     | Léa            | 27   | Marseille (Bouches-du-Rhône)            | Mojo - -M-                                 |           |           |                     | —                |
| 6     | Mega           | 23   | Montauban-de-Bretagne (Ille-et-Vilaine) | Skin - Rag'n'Bone Man                      | —         | —         | Segunda oportunidad | —                |
| 7     | César Varadero | 32   | Saint-Raphaël (Var)                     | J'oublie tout - Jul                        |           | —         |                     | —                |
| 8     | Charline       | 22   | Sessenheim (Bas-Rhin)                   | Une fille de l'Est - Patricia Kaas         |           | —         |                     |                  |
| 9     | Romeo          | 63   | Belleville-en-Beaujolais (Rhône)        | Maman - Romeo                              | —         | —         | —                   | —                |
| 10    | Gaël           | 25   | Montpellier (Hérault)                   | Maintenant - Vianney et Renaud             |           | —         |                     | ✘ 1. 2. 3. 4. 5. |